# Tmesisternus canofasciatus
Tmesisternus canofasciatus là một loài bọ cánh cứng trong họ Cerambycidae.